# Chukha (stad)
Chukha is een plaats in Bhutan en is de hoofdplaats van het district Chukha.
In 2005 telde Chukha 2855 inwoners.